# Sphaeriestes exsanguis
Sphaeriestes exsanguis es una especie de coleóptero de la familia Salpingidae.

## Distribución geográfica
Habita en Europa.